# Boogsnuituil
De boogsnuituil (Herminia grisealis) is een nachtvlinder uit de familie van de spinneruilen (Erebidae). De voorvleugellengte bedraagt tussen de 11 en 13 millimeter. De soort komt voor in heel Europa. Hij overwintert als pop.

## Waardplanten
De boogsnuituil heeft als waardplanten allerlei struiken en loofbomen, zoals eik, els, berk, meidoorn, gewone vogelkers, hazelaar, braam en bosrank. De rups eet ook van afgevallen blad.

## Voorkomen in Nederland en België
De boogsnuituil is in Nederland en België een algemene soort, die verspreid over het hele gebied kan worden gezien. De vlinder kent één generatie die vliegt van begin mei tot halverwege augustus.